# Saropogon bijani
Saropogon bijani là một loài ruồi trong họ Asilidae. Saropogon bijani được Abbassian-Lintzen miêu tả năm 1964. Loài này phân bố ở vùng Cổ Bắc giới và châu Á.